# Franse Senaatsverkiezingen 2011
De Franse Senaatsverkiezingen van 2011 vonden op 25 september 2011 plaats. Het was de eerste keer dat de helft van de Senaat werd gekozen tijdens de Vijfde Franse Republiek.

## Verkiezingsprocedure
De Franse Senaat wordt indirect gekozen door middel van kiesmannen (grands électeurs), lokale volksvertegenwoordigers, zoals regionale, departements- en (soms) stadsbestuurders (w.o. burgemeesters en wethouders). In het verleden werd iedere drie jaar een derde van de Senaat verkiesbaar, een wetswijziging veranderde deze situatie: voortaan wordt iedere drie jaar de helft van de Senaat verkiesbaar.

## Uitslag
| Parlementaire groepering           | Parlementaire groepering           | 2011 Serie 1                       | Totaal |
| ---------------------------------- | ---------------------------------- | ---------------------------------- | ------ |
|                                    | Groupe UMP                         | 53                                 | 132    |
|                                    | Groupe UC                          | 19                                 | 31     |
|                                    | Niet-ingeschrevenen                | 2                                  | 7      |
|                                    | Groupe RDSEa                       | 1                                  | 1      |
| Totaal Centrum + Rechts (regering) | Totaal Centrum + Rechts (regering) | Totaal Centrum + Rechts (regering) | 171 25 |
|                                    | Groupe RDSEa                       | 6                                  | 16     |
|                                    | Groupe SOC                         | 63                                 | 140    |
|                                    | Groupe CRC-PGC                     | 18                                 | 21     |
| Totaal Links (oppositie)           | Totaal Links (oppositie)           | Totaal Links (oppositie)           | 177 18 |
| Totaal                             | Totaal                             | Totaal                             | 348b   |

a Onafhankelijke fractie met zowel centrumrechtse (1) als centrumlinkse leden (16)

b Uitbreiding Senaat van 343 naar 348 zetels

## Voorzitter
| Afbeelding | Afbeelding | Persoon         | Datum van verkiezingen | Partij           | Opmerking                                |
| ---------- | ---------- | --------------- | ---------------------- | ---------------- | ---------------------------------------- |
|            |            | Jean-Pierre Bel | 1 oktober 2011         | Parti socialiste | nieuw gekozen Voorganger: Gérard Larcher |